# Karl-Volkmar-Stoy-Schule
Die Karl-Volkmar-Stoy-Schule Jena, früher Paradiesschule, ist ein staatliche berufsbildende Schule für duale und schulische Ausbildung im Bereich Wirtschaft und Verwaltung.

## Geschichte

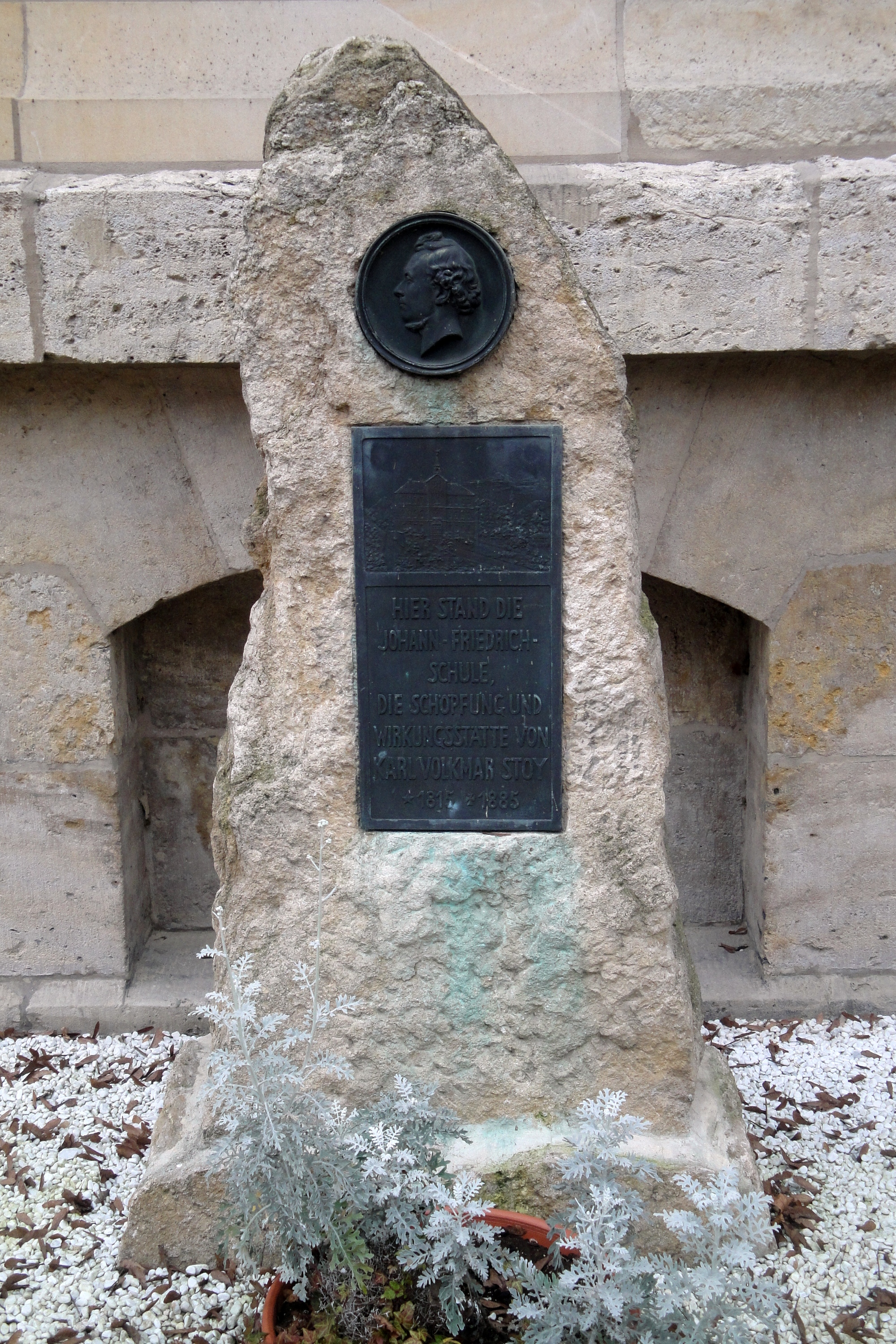
Denkmal für Karl Volkmar Stoy

Am 9. Dezember 1844 gründete Karl Volkmar Stoy das Jenaer Pädagogische Seminar mit einer Volksschule als Übungsschule. 1858 wurde ein neues Schulgebäude der Seminarübungsschule – die „Johann-Friedrich-Schule“ – eingeweiht.
Stoy war der Stadt Jena nicht nur durch seine pädagogische Arbeit verbunden, sondern die Stoyschen Erziehungsanstalten und seine spätere Wirkungsstätte, die „Johann-Friedrich-Schule“ befanden sich exakt auf dem Gelände der heutigen Schule.
Ein hinter der Turnhalle in den 1930er-Jahren aufgestelltes Denkmal wurde umgesetzt und steht heute auf dem Schulhof der Schule.
Am 14. Januar 1999 wurde das Schülerunternehmen Junioren Kaufleute Jena e. V. (JKJ) gegründet, bei dem Schüler unter Anleitung eines Lehrers ein Unternehmen führen und praktische Erfahrungen sammeln.
Seit dem 5. September 2002 trägt das Staatliche Berufsschulzentrum Wirtschaft & Verwaltung Jena den Namen des Universitätspädagogen Karl Volkmar Stoy.

## Schulleiter (seit 1992)
- 1992–2008: Werner Drescher[3][4]
- 2008–2022: Richard Brömel
- seit 2022: Uta Seibold-Pfeiffer[5][6]

## Struktur
Die Karl-Volkmar-Stoy-Schule Jena ist eine berufsbildende Schule und bildet auf dualem Weg im Berufsfeld Wirtschaft und Verwaltung sowie in verschiedenen weiterführenden Schulformen mit wirtschaftlichem Bezug aus.
Zurzeit sind das:
- Berufsschule: Automobilkaufmann/-frau, Bankkaufmann/-frau, Kaufmann/-frau für Büromanagement, Kaufmann/-frau im Einzelhandel, Verkäufer/in, Kaufmann/-frau im Groß- und Außenhandelsmanagement, Industriekaufmann/-frau, Kaufmann/-frau im E-Commerce (3 Jahre, Verkäufer 2 Jahre)[7]
- Berufsfachschule: Realschulabschluss (2 Jahre)[8]
- Höhere Berufsfachschule: Staatlich geprüfter Kaufmännischer Assistent – Fachrichtung Betriebswirtschaft: (2 Jahre, mit  Fachhochschulreife 2,5 Jahre)[9]
- Fachoberschule: Fachhochschulreife (2 Jahre, bei abgeschlossener Berufsausbildung 1 Jahr)[10]
- Berufliches Gymnasium: Hochschulreife (3 Jahre)[11]